# Бруно Карчевскі
Бруно Карчевскі (нім. Bruno Karczewski; 18 березня 1913, Остероде — 6 липня 1971, Гольцмінден) — німецький офіцер, оберст-лейтенант вермахту. Кавалер Лицарського хреста Залізного хреста з дубовим листям.

## Біографія
29 березня 1932 року вступив у 2-й піхотний полк. З 20 вересня 1939 року — командир взводу 13-ї роти 162-го піхотного полку 61-ї піхотної дивізії. Учасник Польської і Французької кампаній. З осені 1940 року — командир 10-ї, потім 5-ї, з лютого 1941 року — 13-ї роти свого полку. Учасник німецько-радянської війни. З січня 1943 року — командир 2-го, з липня 1944 року — 1-го батальйону полку. Відзначився у боях під Красним Селом і Кінгісеппом. Був важко поранений у бою під Нарвою. З червня 1944 року — командир 151-го піхотного полку, з яким воював у Курляндії. В січні 1945 року важко поранений і евакуйований в Німеччину. Залишався у шпиталі до 9 січня 1946 року.

## Звання
- Солдат (29 березня 1932)
- Унтерофіцер (1 жовтня 1934)
- Фельдфебель (листопад 1935)
- Обер-фельдфебель (1 листопада 1939)
- Кандидат в офіцери (1939)
- Лейтенант (1 червня 1940)
- Оберлейтенант (1 серпня 1941)
- Гауптман (1 квітня 1943)
- Майор (1 лютого 1944)
- Оберстлейтенант (5 березня 1945)

## Нагороди
- Стрілецький шнур 1-го ступеня (1936)
- Медаль «За вислугу років у Вермахті» 4-го класу (4 роки)
- Залізний хрест
  - 2-го класу (4 жовтня 1939)
  - 1-го класу (16 травня 1942)
- Медаль «За зимову кампанію на Сході 1941/42» (1 серпня 1942)
- Нагрудний знак «За поранення»
  - в чорному (15 лютого 1943)
  - в золоті (18 травня 1945)
- Штурмовий піхотний знак в сріблі (6 грудня 1942)
- Лицарський хрест Залізного хреста з дубовим листям
  - лицарський хрест (12 березня 1944)
  - дубове листя (№ 767; 5 березня 1945)
- Хрест Воєнних заслуг 2-го класу з мечами (20 квітня 1944)
- Нагрудний знак ближнього бою
  - в бронзі (21 травня 1944)
  - в сріблі (17 листопада 1944)
- Відзначений у «Польовій газеті армії Східного фронту» (8 серпня 1944)